# 牛久愛和総合病院

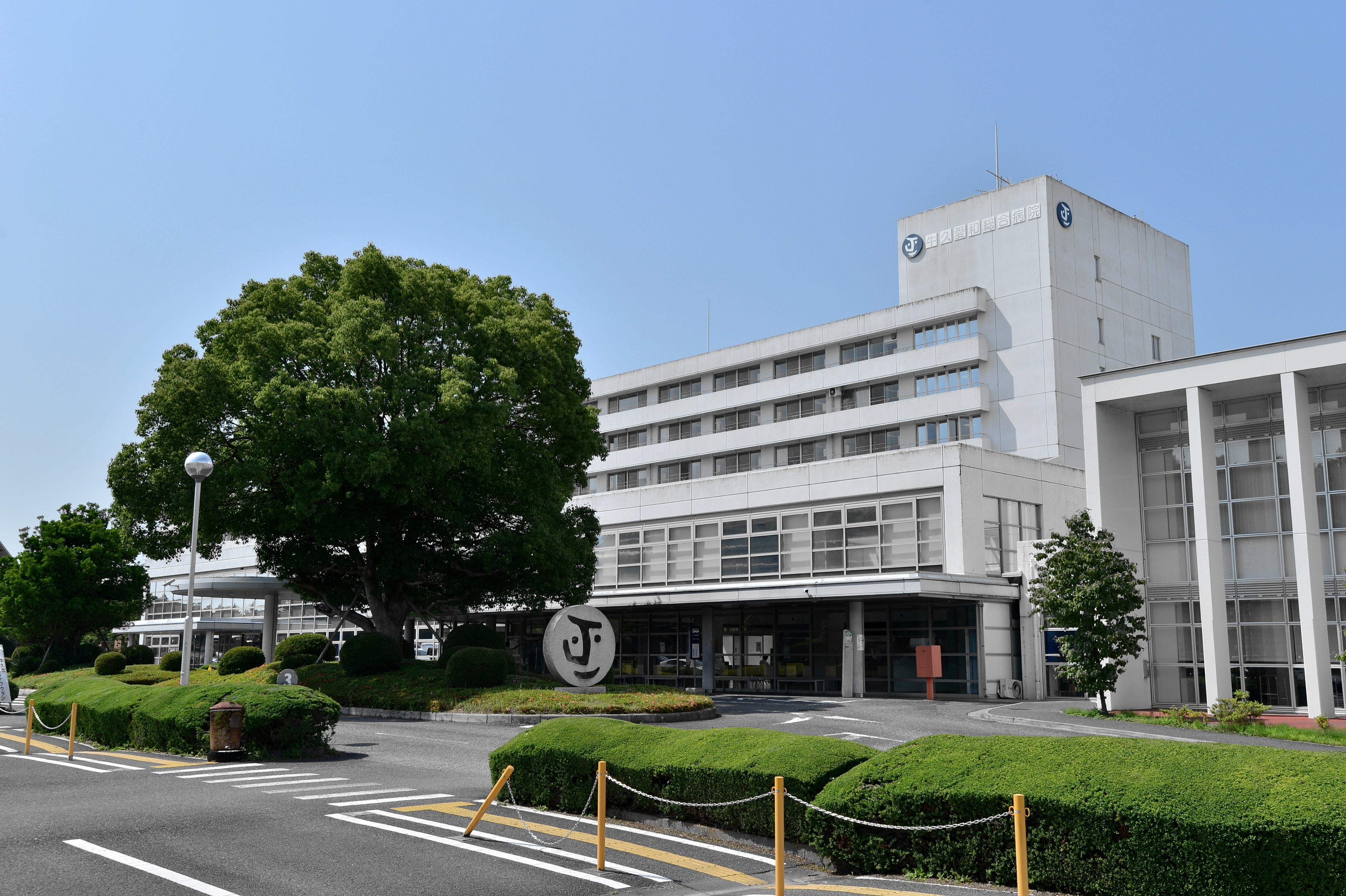
牛久愛和総合病院の正面玄関

牛久愛和総合病院（うしくあいわそうごうびょういん）は、医療法人社団常仁会が茨城県牛久市に設置する病院。茨城県災害拠点病院に指定されている。

## 概要
この病院は、一般社団法人常仁会グループの基幹病院で医療法人社団 常仁会が運営する。最高経営責任者は理事長の種子田吉郎（たねだ よしろう）で、牛久愛和総合病院以外にも、介護老人保健施設 春秋園、特別養護老人ホーム グランヴィラ牛久、24時間保育所 マリアナーサリー（敷地内）を運営している。
一般社団法人常仁会グループは、全国に病院などの医療・介護・福祉施設（計16施設）を運営し、医療・介護トータルベッド数約2,500床、従業員数約3,250名の病院グループである。施設所在地のニーズに合わせた医療から介護サービスまでシームレスに提供している。

## 沿革
- 1978年11月14日 - 医療法人社団 常仁会設立 牛久中央病院開院
- 1986年6月 - 牛久愛和病院に名称変更
- 1987年
  - 4月 - 牛久愛和総合病院に名称変更
  - 11月 - 許可病床数430床
- 1988年12月 - 現：B館増築工事竣工
- 1997年10月 - 現：A館増築工事竣工
- 1999年3月 - 許可病床数504床
- 2012年8月 - 現：C館建替工事竣工
- 2013年3月 - 許可病床数489床（医療施設耐震化施設整備費補助金事業の完成に伴い、補助金対象病棟の1割（15床）減床）
- 2020年8月 - 茨城県災害拠点病院認定

## 診療科
- 総合診療科
- 消化器内科
- 循環器内科
- 血液内科
- 腎臓内科
- 呼吸器内科
- 糖尿病・代謝内科
- 神経内科
- リウマチ・膠原病内科
- 小児科
- 総合外科・消化器外科
- 整形外科
- 形成外科
- 脳神経外科
- 皮膚科
- 泌尿器科
- 眼科
- 耳鼻咽喉科
- 救急医療科
- 麻酔科
- リハビリテーション科
- 放射線科
- 歯科口腔外科

診療施設（センター）
- 総合健診センター
- 人工透析センター

診療協力部門
- 看護部
- 薬剤センター
- 臨床検査センター
- リハビリテーションセンター
- 臨床工学科
- 栄養科
- 画像診断センター
- 透析センター

## 医療機関の指定等
（下表の出典）
| 保険医療機関                                             |
| 労災保険指定医療機関                                     |
| 指定自立支援医療機関（更生医療）                         |
| 指定自立支援医療機関（精神通院医療）                     |
| 身体障害者福祉法指定医の配置されている医療機関           |
| 生活保護法指定医療機関                                   |
| 指定養育医療機関                                         |
| 難病の患者に対する医療等に関する法律に基づく指定医療機関 |
| 原子爆弾被害者医療指定医療機関                           |
| 原子爆弾被害者一般疾病医療取扱医療機関                   |
| 公害医療機関                                             |
| 母体保護法指定医の配置されている医療機関                 |
| 災害拠点病院（地域）                                     |
| 臨床研修病院                                             |
| 特定疾患治療研究事業委託医療機関                         |
| DPC対象病院                                              |
| 紹介受診重点医療機関                                     |

- 救急告示病院（二次救急）[3]
- 公益財団法人日本医療機能評価機構認定病院[4]
- このほか、各種法令による指定・認定病院であるとともに、各学会の認定施設でもある。

## 交通アクセス
- JR常磐線「牛久駅」東口より送迎バスで約10分[5]。